# Middleton Cheney
Middleton Cheney est une paroisse civile et un village du Northamptonshire, en Angleterre.